# Division I (Schach) 1986/87
Die Saison 1986/87 war die 18. Spielzeit der Allsvenskan im Schach und gleichzeitig die letzte vor Einführung der Elitserien. Damit wurde gleichzeitig die Qualifikation zur Elitserien ausgespielt, und zwar war festgelegt worden, dass sich die drei Erstplatzierten der Division I Norra und Södra direkt für die Elitserien qualifizierten. Der Viert- und Fünftplatzierte der beiden Staffeln der Division I spielten mit den vier Staffelsiegern der Division II die beiden übrigen Startplätze der Elitserien aus.

## Division I Norra
In der Nord-Staffel verpasste der amtierende Meister SK Rockaden Stockholm überraschend die Qualifikation zum Finalturnier, war als dritter aber immerhin direkt für die Elitserien qualifiziert. Die beiden Startplätze beim Finalturnier sicherten sich der Wasa SK und Upsala ASS. Schack 08 und Södra SASS belegten die beiden Plätze für das Qualifikationsturnier, während die beiden Aufsteiger SK Passanten und Linköpings ASS ebenso wie die Vällingby Schacksällskap in der nächsten Saison zweitklassig antreten mussten.

### Entscheidungen
|  | Teilnehmer am Finalturnier: Upsala ASS, Wasa SK                                     |
|  | qualifiziert für die Elitserien: Upsala ASS, Wasa SK, SK Rockaden Stockholm         |
|  | Teilnehmer am Qualifikationsturnier für die Elitserien: Schack 08, Södra SASS       |
|  | Absteiger in die Division I: SK Passanten, Linköpings ASS, Vällingby Schacksällskap |

Anmerkung: Die Endtabelle ist nicht bekannt; die Entscheidungen ergeben sich aus den Besetzungen des Finalturniers, der Qualifikationsturniere und der Ligeneinteilung 1987/88.

## Division I Södra
In der Süd-Staffel konnten sich die beiden Göteborger Vereine Schacksällskapet Manhem und SK Kamraterna für das Finalturnier qualifizieren; ebenso wie die Malmö Schacksällskap waren sie für die Elitserien qualifiziert. Der Limhamns SK und der Lunds ASK hatten noch die Gelegenheit, sich in einem Qualifikationsturnier einen Startplatz für die Elitserien zu erkämpfen, während die Åstorps Schacksällskap ebenso wie die beiden Aufsteiger aus der Division II, Malmö AS und die zweite Mannschaft der Schacksällskapet Manhem absteigen mussten.

### Entscheidungen
|  | Teilnehmer am Finalturnier: Schacksällskapet Manhem I. Mannschaft, SK Kamraterna                            |
|  | qualifiziert für die Elitserien: Schacksällskapet Manhem I. Mannschaft, SK Kamraterna, Malmö Schacksällskap |
|  | Teilnehmer am Qualifikationsturnier für die Elitserien: Limhamns SK, Lunds ASK                              |
|  | Absteiger in die Division I: Åstorps Schacksällskap, Schacksällskapet Manhem II. Mannschaft, Malmö AS       |

Anmerkung: Die Endtabelle ist nicht bekannt; die Entscheidungen ergeben sich aus den Besetzungen des Finalturniers, der Qualifikationsturniere und der Ligeneinteilung 1987/88.

## Finalturnier
Das Finalturnier fand in Västerås statt. Der Wasa SK gewann alle Wettkämpfe und trat damit die Nachfolge des nicht für das Finalturnier qualifizierten SK Rockaden Stockholm an.

### Abschlusstabelle
| Pl. | Verein                  | Sp | G | U | V | MP  | Brett-P.  |
| --- | ----------------------- | -- | - | - | - | --- | --------- |
| 01. | Wasa SK                 | 3  | 3 | 0 | 0 | 6:0 | 16,0:8,0  |
| 02. | Schacksällskapet Manhem | 3  | 2 | 0 | 1 | 4:2 | 10,5:13,5 |
| 03. | SK Kamraterna           | 3  | 1 | 0 | 2 | 2:4 | 12,0:12,0 |
| 04. | Upsala ASS              | 3  | 0 | 0 | 3 | 0:6 | 9,5:14,5  |

### Entscheidungen
|     | Schwedischer Mannschaftsmeister: Wasa SK |
| (M) | Meister der letzten Saison               |

### Kreuztabelle
| Ergebnisse | Ergebnisse              | 01. | 02. | 03. | 04. |
| ---------- | ----------------------- | --- | --- | --- | --- |
| 01.        | Wasa SK                 |     | 6½  | 5   | 4½  |
| 02.        | Schacksällskapet Manhem | 1½  |     | 4½  | 4½  |
| 03.        | SK Kamraterna           | 3   | 3½  |     | 5½  |
| 04.        | Upsala ASS              | 3½  | 3½  | 2½  |     |

## Qualifikationsturniere
Die Qualifikationsturniere waren eingeteilt in eine norra kvalgruppen (nördliche Qualifikationsgruppe) und in eine södra kvalgruppen (südliche Qualifikationsgruppe), aus denen sich jeweils der Sieger für die Elitserien qualifizierte. Die Turniere wurden zusammen mit dem Finalturnier um die schwedische Mannschaftsmeisterschaft ausgetragen.

### Norra kvalgruppen
Am Start waren mit Schack 08 und Södra SASS der Viert- und Fünftplatzierte der Division I Norra und mit der Solna Schacksällskap und der Örebro Schacksällskap die beiden Sieger der Division II Norra und Östra. Schack 08 konnte das Turnier für sich entscheiden und war damit für die Elitserien qualifiziert.

#### Abschlusstabelle
| Pl. | Verein                | Sp | G | U | V | MP  | Brett-P.  |
| --- | --------------------- | -- | - | - | - | --- | --------- |
| 01. | Schack 08             | 3  | 2 | 1 | 0 | 5:1 | 13,0:11,0 |
| 02. | Södra SASS            | 3  | 2 | 0 | 1 | 4:2 | 15,0:9,0  |
| 03. | Solna Schacksällskap  | 3  | 1 | 1 | 1 | 3:3 | 12,0:12,0 |
| 04. | Örebro Schacksällskap | 3  | 0 | 0 | 3 | 0:6 | 8,0:16,0  |

#### Entscheidungen
|  | qualifiziert für die Elitserien: Schack 08 |

### Södra kvalgruppen
Am Start waren mit Limhamns SK und Lunds ASK der Viert- und Fünftplatzierte der Division I Södra und mit der Schacksällskapet Allians Skänninge und der Helsingborgs Schacksällskap die beiden Sieger der Division II Södra und Västra. Limhamn startete mit zwei Siegen und konnte mit einem hart erkämpften 4:4 gegen Lund die Tabellenführung behaupten.

#### Abschlusstabelle
| Pl. | Verein                             | Sp | G | U | V | MP  | Brett-P.  |
| --- | ---------------------------------- | -- | - | - | - | --- | --------- |
| 01. | Limhamns SK                        | 3  | 2 | 1 | 0 | 5:1 | 14,0:10,0 |
| 02. | Lunds ASK                          | 3  | 1 | 1 | 1 | 3:3 | 13,0:11,0 |
| 03. | Schacksällskapet Allians Skänninge | 3  | 1 | 0 | 2 | 2:4 | 12,0:12,0 |
| 04. | Helsingborgs Schacksällskap        | 3  | 1 | 0 | 2 | 2:4 | 9,0:15,0  |

#### Entscheidungen
|  | qualifiziert für die Elitserien: Limhamns SK |

## Die Meistermannschaft
| 1.            | Wasa SK |
| Schachfiguren | Ferdinand Hellers, Tom Wedberg, Caspar Carlesson, Simon Webb, Richard Wessman, Peder Berkell, Emmanuel Rayner, Reedik End, Teodor Hellborg. |